# Schlacht am Buchenberg
Die Schlacht am Buchenberg war ein militärischer Zusammenstoß zwischen Schweizer Söldnern und den Soldaten des Stifts Kempten. Sie fand am 17. März 1460 in der Nähe des Ortes Buchenberg statt.

## Hintergrund
Gerwig von Sulmentingen, der Fürstabt von Kempten, hatte seinem Verwalter Jörg Beck befohlen, ihm einige Fuder Wein zu besorgen. Beck lieferte den vom Fürstabt gewünschten Rebensaft Anfang 1460. Allerdings soll der Fürstabt seinen Verwalter anschließend der Unredlichkeit bezichtigt und ihm eine unkorrekte Abrechnung unterstellt haben. Dieser fühlte sich zu Unrecht beschuldigt und kämpfte verbissen beim Abt um seine Rehabilitierung.
Obwohl dem Beck von geistlichen und weltlichen Gerichten, u. a. dem Hofgericht in Rottweil, seine Unschuld bestätigt wurde, erkannte der Fürstabt die Urteile nicht an.
Jörg Beck sah sich daher zum Waffengang gezwungen (was damals ein nicht unübliches Mittel war). Er heuerte 334 kriegserfahrene Söldner aus der Schweiz an.

## Die Schlacht
Als der Abt vom Anmarsch der Schweizer erfuhr, bot er seine komplette Heeresmacht auf. Die ca. 1300–1400 Mann, zumeist Bauern aus dem Herrschaftsgebiet, zogen nach Buchenberg, das von den Schweizern besetzt gehalten wurde.
Am 17. März 1460 kam es zur Schlacht der Truppen des Fürstabtes gegen die Söldner. Nach einer anfänglichen Salve, welche die betenden Schweizer nicht traf, stürmten diese mit Hellebarden gegen die Truppen des Fürstabts. Nachdem sie die erste Reihe niedergeschlagen hatten, ergriffen die übrigen Männer des Fürstabtes die Flucht.
Während die Söldner nur zwei Tote zu beklagen hatten, fielen auf der gegnerischen Seite 183 Mann des Fürstabts.

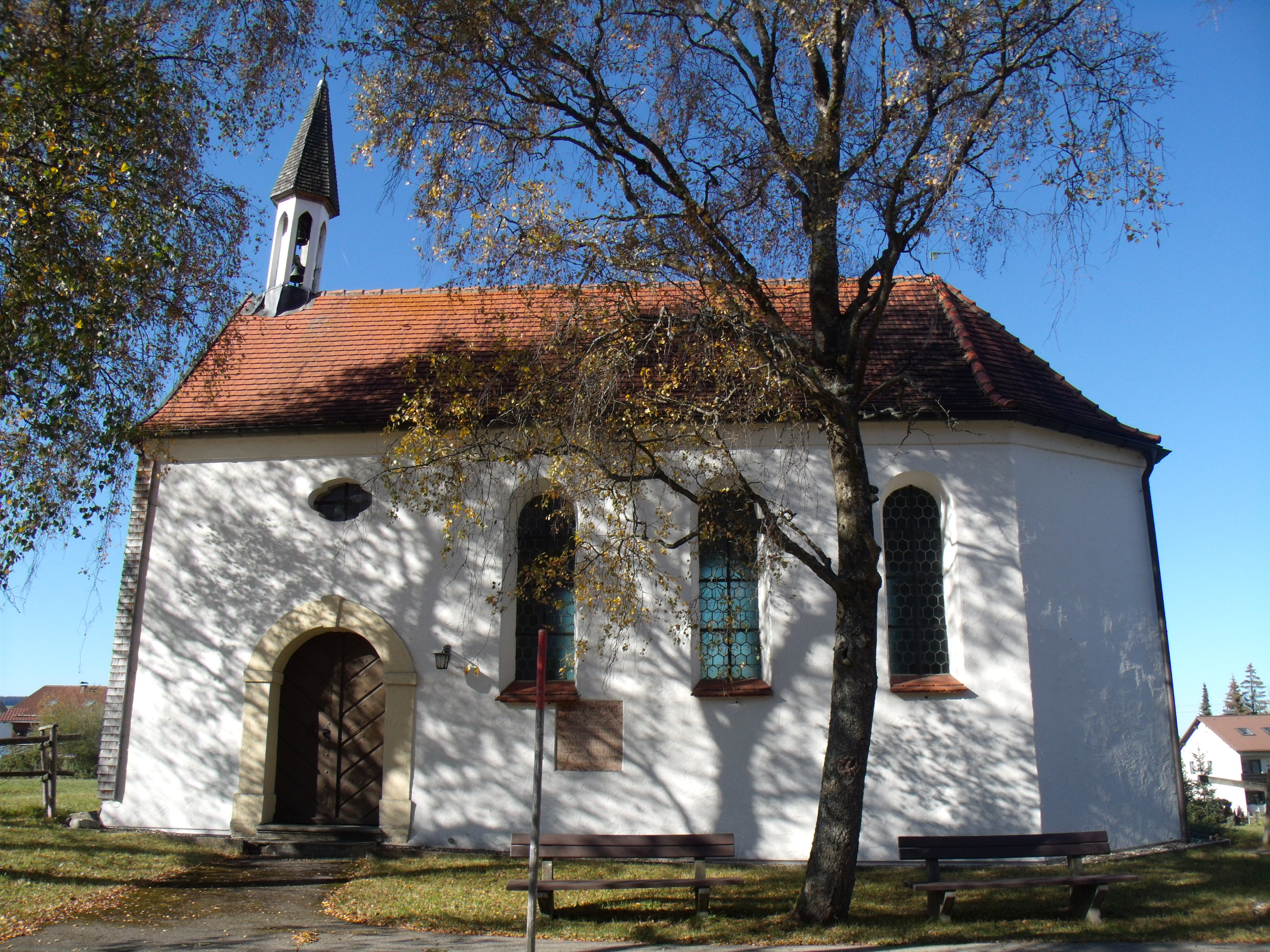
Die St. Georg-Kapelle erinnert an die Schlacht.

## Folgen
Nachdem der Fürstabt von der Niederlage erfahren hatte, floh er aus dem Kloster Kempten nach Memmingen, um einer Gefangennahme zu entgehen. Er wurde wenige Tage später vom Klosterkonvent abgesetzt. Das Kloster Kempten bezahlte den Sold der Schweizer Söldner und ersetzte alle übrigen Kosten des Kriegszuges. Jörg Beck erhielt Schadenersatz, Schmerzensgeld und eine Ehrenerklärung.
Zum Gedenken an die gefallenen Soldaten des Stiftes Kempten wurde im Jahr 1461 am westlichen Ortsrand von Buchenberg die St. Georg-Kapelle errichtet.